# Planois
Planois (лат.) — род клопов из семейства древесных щитников. Эндемики Южной Америки (Аргентина, Чили).

## Описание
Длина тела около 1 см (от 9 до 14 мм). От близких родов (он сходен с Nopalis и Cylindrocnema) отличается следующими признаками: 1-й сегмент усиков такой же длины, как голова или длиннее её; параклипеи не выходят за пределы переднего конца антеклипеуса; 1-й усиковый сегмент на всём протяжении почти одинакового диаметра, лишь изредка немного шире дистально; 2-й усиковый сегмент намного уже, чем ширина 1-го. Торакальный киль отсутствует; крылья нормальные и их костальный край не выпуклый и редко образует бугорок у основания; тело не вдавлено; брюшной шип отсутствеют; заднебоковые углы 7-го стернита никогда не выступают виде отростков. Антенны 5-члениковые. Лапки состоят из двух сегментов. Щитик треугольный и достигает середины брюшка, голени без шипов.
- Planois gayi (Spinola, 1852)[7]
  - Ditomotarsus gayi Spinola, 1852
  - Planois bimaculatus Signoret, 1864
- Planois patagonus Distant, 1911
- Planois smaug Carvajal, Faúndez & Rider, 2015[8]